# Křemešník (přírodní rezervace)
Přírodní rezervace Křemešník leží na temeni stejnojmenného vrcholu asi devět kilometrů východně od Pelhřimova na Českomoravské vrchovině. Rozkládá se mezi Sázavou a Branišovem, v katastrální území Sázava pod Křemešníkem. Na rozloze 37 hektarů chrání více než sto let starý smíšený les s převažujícím bukem, smrkem, javory a jedlemi. Žije zde mj. 311 druhů motýlů, z ptáků např. sýc rousný, datel černý a výr velký. Rezervací vede 3 km dlouhá naučná stezka zřízená roku 2004. V blízkosti rezervace (1,5 km západně) se nachází přírodní památka Ivaniny rybníčky.

## Lokalita
Přírodní rezervace Křemešník o výměře 36,78 ha se rozkládá kolem stejnojmenného vrchu dosahujícího nadmořské výšce 769 metrů, přibližně devět kilometrů od města Pelhřimov v Českomoravské vrchovině. Celá oblast spadá do katastrálního území Sázava pod Křemešníkem. Hranice rezervace jsou přibližně oválného tvaru.
Na vrcholu kopce stojí poutní kostel Nejsvětější trojice, křížová cesta, sjezdovka, lanové centrum a rozhledna Pípalka.
Na západní straně do chráněného území zasahuje zastavěná oblast. V rámci snahy o scelení chráněného území a o ochranu je zde vyhlášeno ochranné pásmo přírodní rezervace.

## Historie

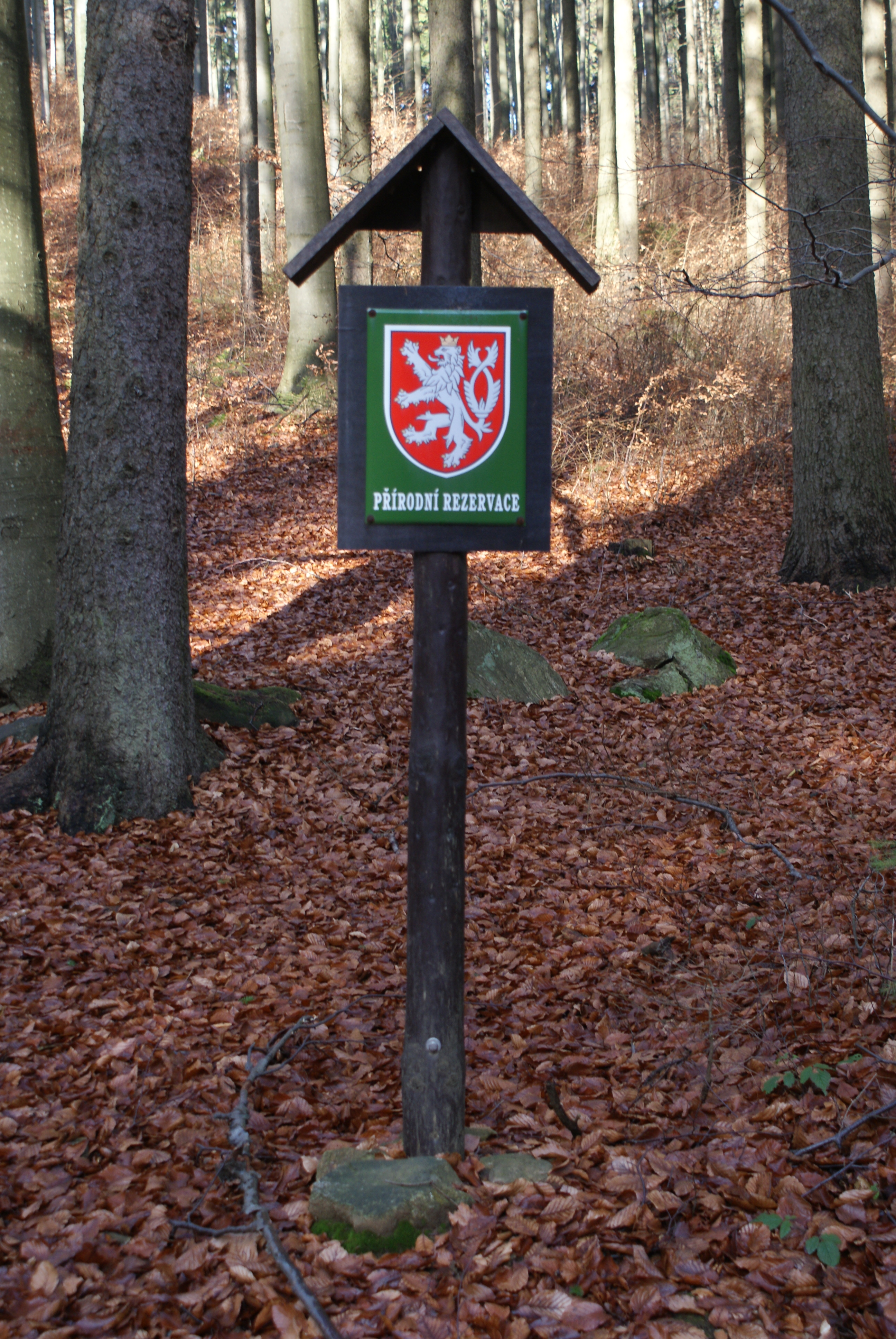
Přírodní rezervace Křemešník

Když došlo v roce 1415 k rozdělení původních statků Pelhřimovska, nebyly užívání lesů omezeno žádnými pravidly. Užívaly se velmi prostě a nahodile a dochované zápisy potvrdily, že jejich kvalita nebyla nejlepší. Lesy byly převážně jehličnaté, převažoval zde smrk a jedle. Oblast se využívala zejména pro zemědělské účely, jako byla pastva dobytka a lov zvěře. Ani přes zvýšenou spotřebu dřeva se péče o les nijak nezlepšila. Tomu dopomohl až nástup tereziánských reforem v 18. století, kdy byla stanovena pravidla pro těžbu dřeva, pastvu dobytka, či zacházení s ohněm. Výraznější změna v hospodaření nastala až od roku 1888, kdy byla ukončena stavba železnice na trase Tábor-Jihlava. Byly vypracovány podrobné mapy pro jednotlivé revíry a byl vytvořen návrh pro pěstění lesa a obnovu porostů. V průběhu první světové války péče o les spíše stagnovala a dřevo bylo využíváno hlavně jako palivo. V meziválečném období došlo k modernizaci a byl kladen vyšší důraz na celkovou péči. V srpnu roku 1925 byl vrch Křemešníku vyhlášen rezervací, došlo ke zrušení zvláštního lesního úřadu a byl zaveden systém revírních správ. 1. ledna 1950 musely být městské lesy vydány státu a k navrácení městu Pelhřimov došlo až v roce 1991, a to nově zřízené organizaci Městská správa lesů Pelhřimov s.r.o.
Dne 12. prosince 1985 byl Křemešník vyhlášen chráněným přírodním útvarem a 12. prosince 1997 byl vyhlášen přírodní rezervací Okresním úřadem Pelhřimov. V roce 2008 došlo k úpravě prostorového vymezení, díky které bylo z rezervace vyjmuté historické poutní místo a výměra rezervace se tedy snížila o cca 0,5ha.

### Těžba stříbra
Ještě dnes jsou patrné zbytky hald a šachet po těžbě stříbra, která zde probíhala do 15. století. Vzhledem k náročnosti a nepříliš bohaté hornině probíhala pouze krátce.

## Přírodní poměry

### Geologie
Celé území patří jižní části Českého masívu, do geologické jednotky Moldanubikum. Základ vrchu Křemešník je cordieritická pararula, vznikající metamorfózou pararul nebo svorů. Geologické podloží je tvořeno biotitickým a sillimanit−biotitickým migmatitem. Někde se vyskytují křemence a křemencové ruly. Nalezneme zde izolované skály, kryoplanační terasy i mrazové sruby.

### Klimatické podmínky
Okolí Křemešníku je řazeno podle Quitta (1975) do chladné oblasti CH7. Vyznačuje se velmi krátkým létem, které je mírně chladné a vlhké. Přechodné období mezi jednotlivými ročními dobami je dlouhé. Jaro je mírně chladné a podzim mírný. Zima zde bývá dlouhá, mírná a vlhká. Sněhová pokrývka se zde drží po dlouhou dobu (60–100 dní). Průměrná teplota je v červenci 16–17 °C a v lednu −3 až −4 °C. Roční průměrná teplota je 6,7 °C. Průměrný úhrn srážek se pohybuje mezi 350–450 mm v letním období a v zimním kolem 250–300 mm. Ročně cca 600–850 mm.

### Flora
Přírodní rezervace Křemešník patří z botanického hlediska mezi nejméně narušené lokality na Pelhřimovsku. Význačné jsou zde suťové lesy. Mezi nejčastější zástupce flóry zde patří smrk (Picea), jedle (Abies), javor klen (Acer pseudoplatanus), javor mléč (Acer platanoides), jilm horský (Ulmus glabra). Typičtí zástupci bylinného patra jsou například měsíčnice vytrvalá (Lunaria rediviva), netýkavka nedůtklivá (Impatiens noli-tangere), kyčelnice devítilistá (Dentaria enneaphyllos), kyčelnice cibulkonosná (Dentaria bulbifera), bažanka vytrvalá (Mercurialis perennis), samorostlík klasnatý (Actaea spicata), svízel vonný (Galium odoratum), vraní oko čtyřlisté (Paris quadrifolia), pšeníčko rozkladité (Milium effusum) a kokořík mnohokvětý (Polygonatum multiflorum).
Zastoupení dřevin v rezervaci je přibližně následující: 46 % buk, 41 % smrk, 7 % javor, 5 % jedle. Vlivem člověka došlo k významnému úbytku tisu červeného (Taxus baccata).

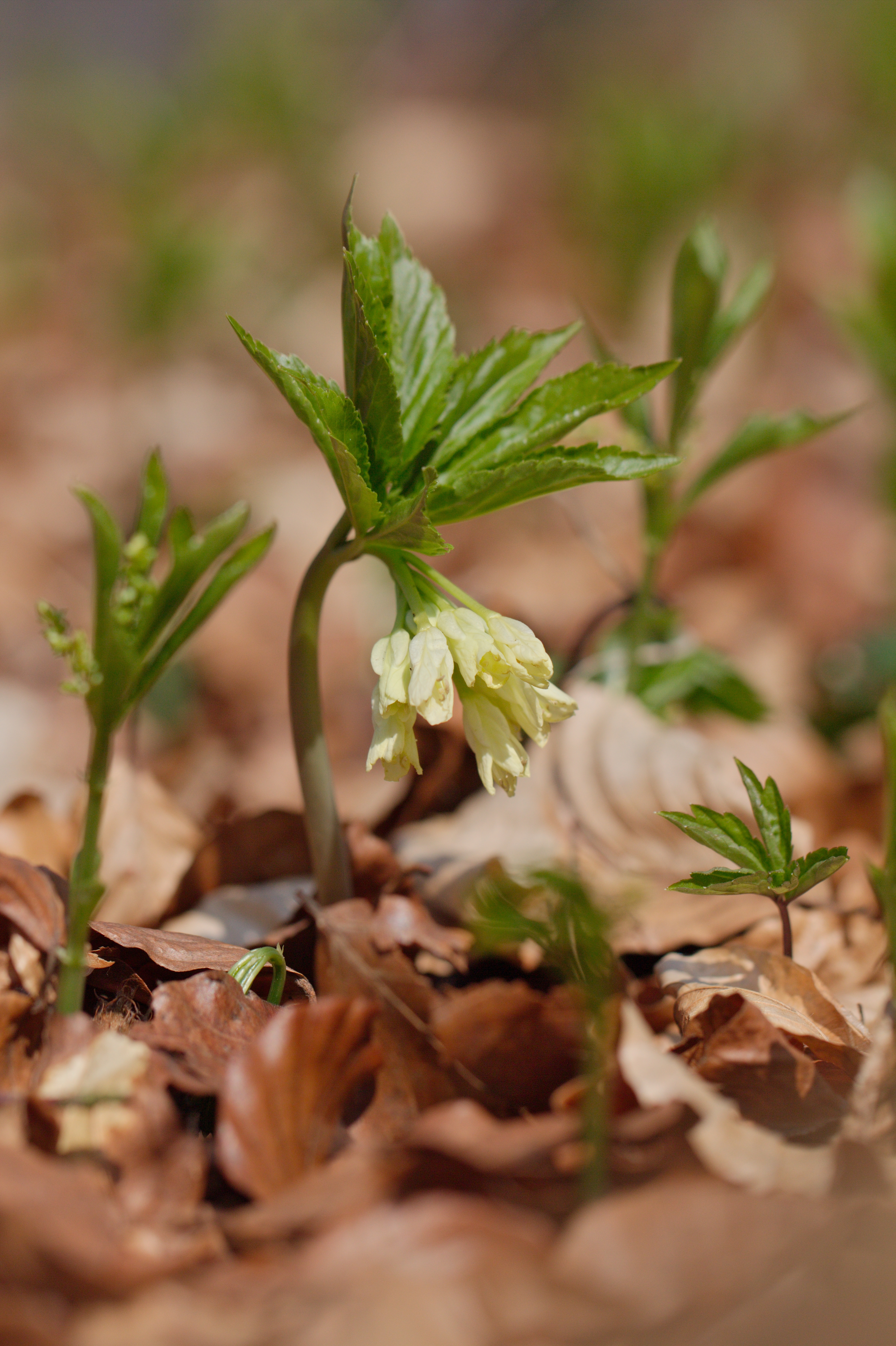
Kyčelnice devítilistá
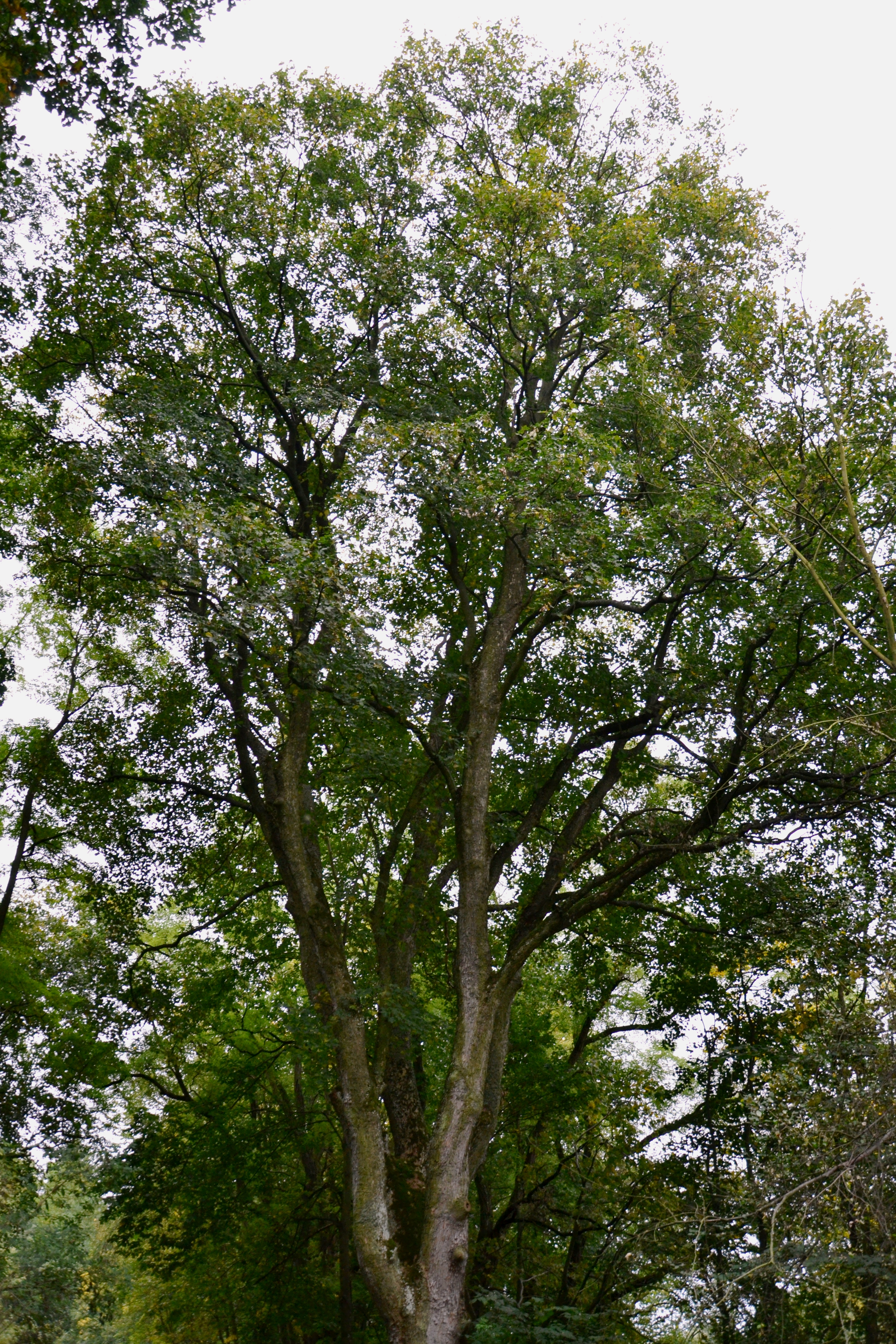
Javor mléč
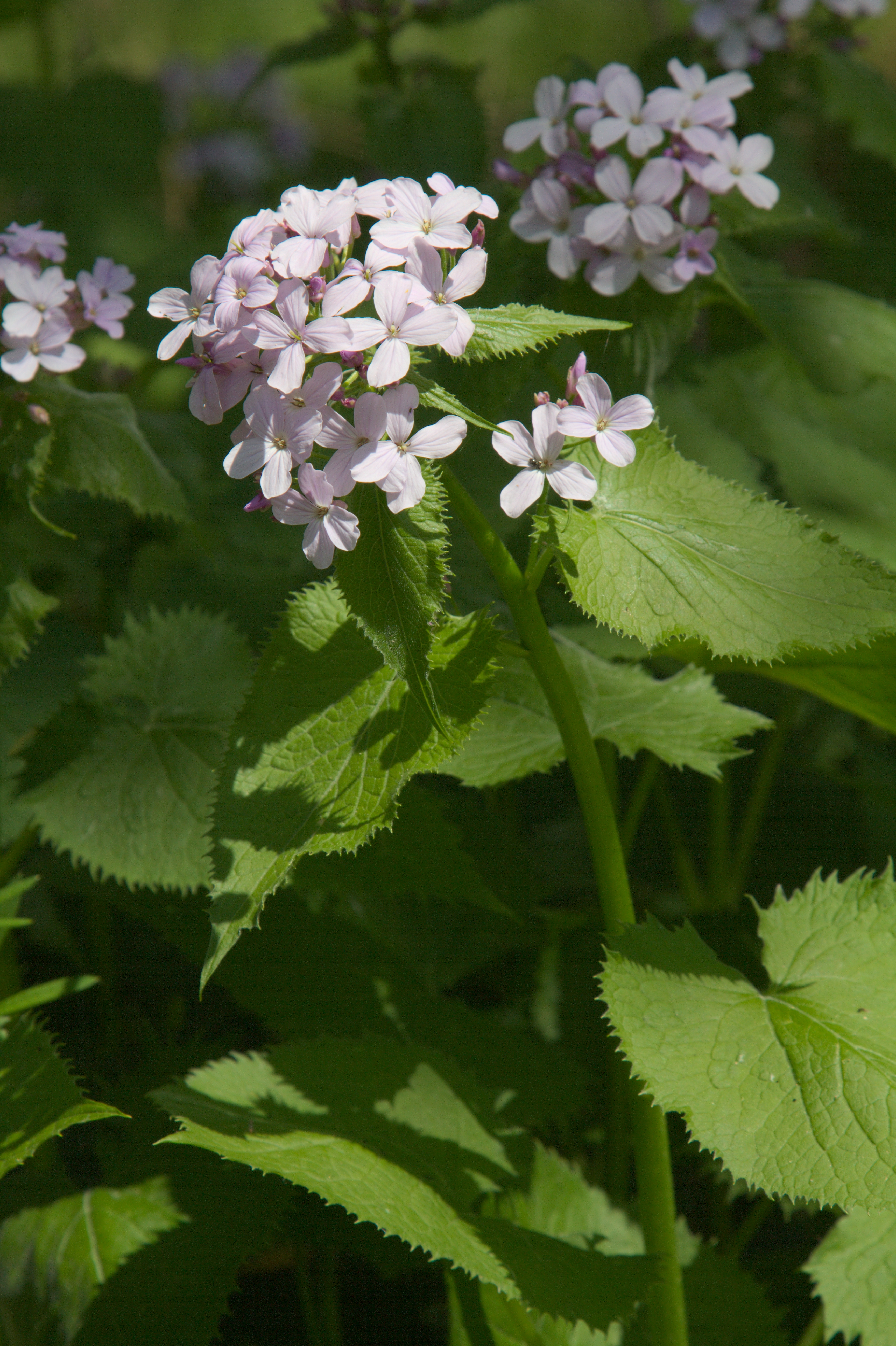
Měsíčnice vytrvalá

### Fauna
V této oblasti můžeme najít obrovské množství motýlů. Jejich výzkum stále probíhá, ale již teď je zjištěn výskyt přes 300 druhů. Například zde můžeme nalézt můru siven (Papestra biren), bourovce měsíčitého (Cosmotriche lobulina), či osenici velkou (Eurois occulta). Z obratlovců tu můžeme narazit na vzácného sýce rousného (Aegolius funereus), datla černého (Dryocopus martius), výra velkého (Bubo bubo), plšíka lískového (Muscardinus avellanarius) nebo veverku obecnou (Sciurus vulgaris).

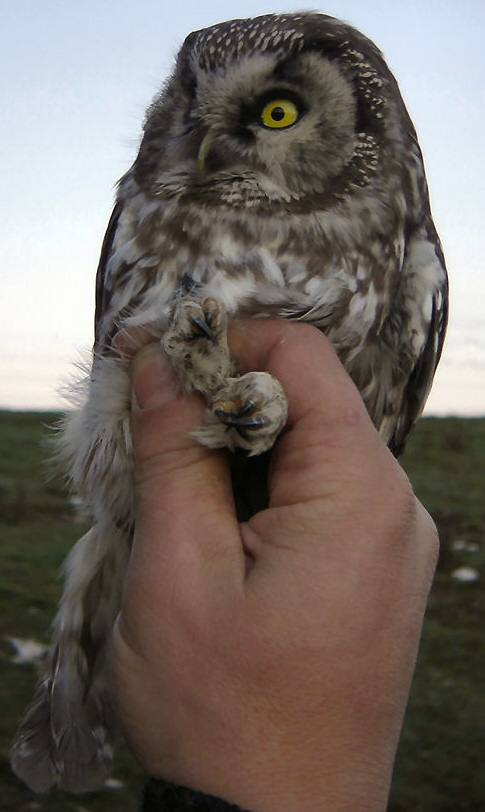
Sýc rousný
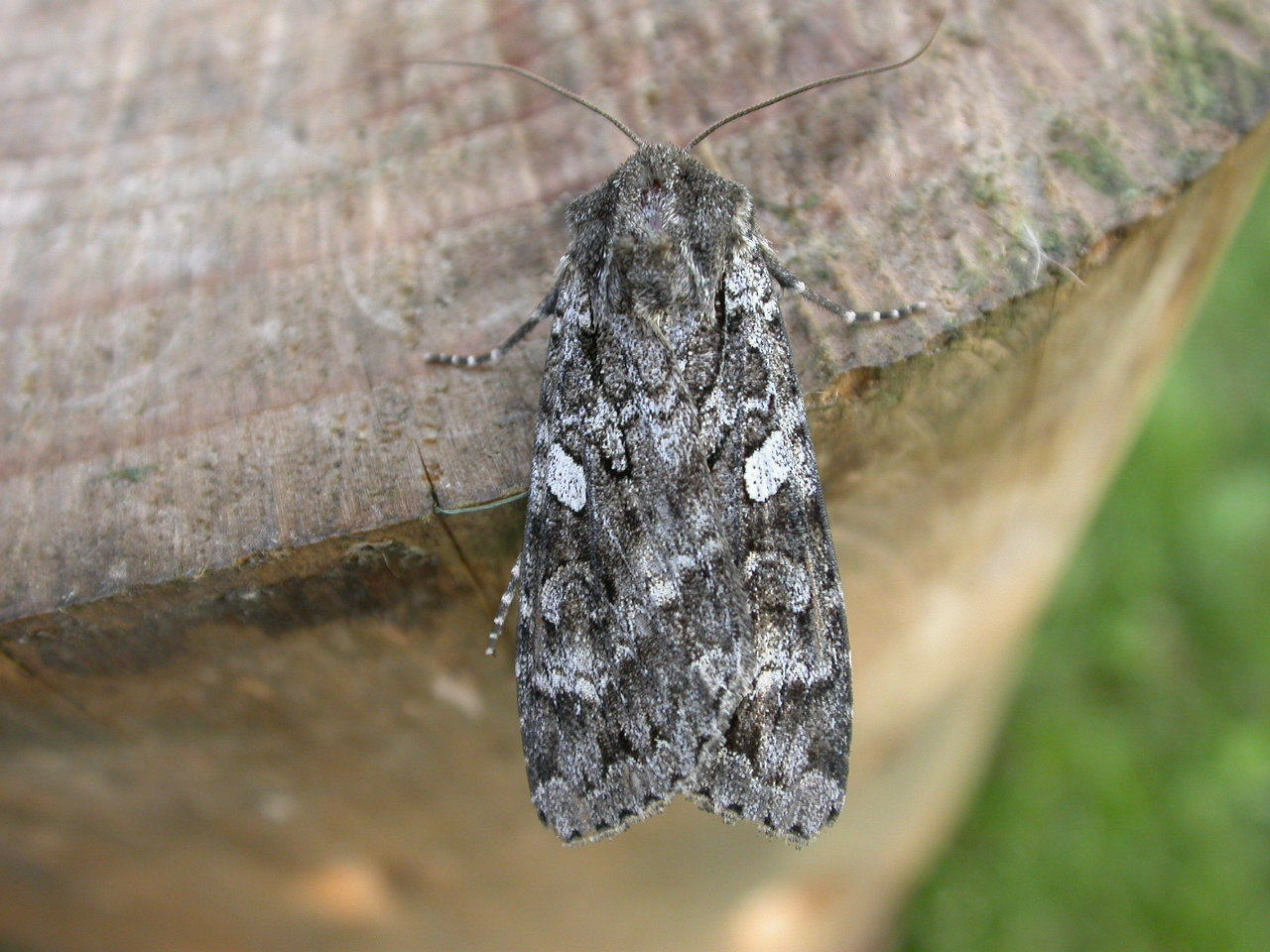
Osenice velká
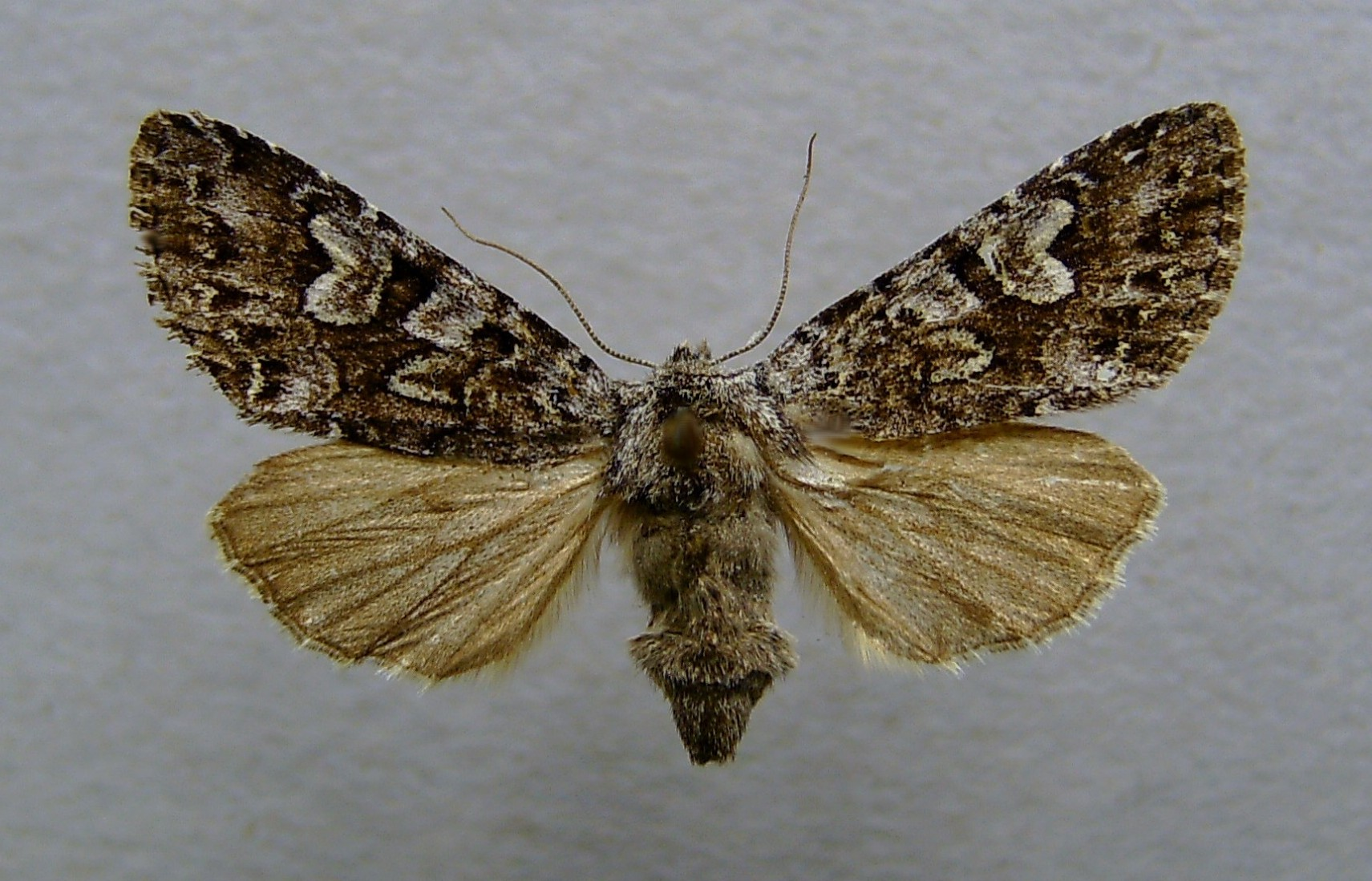
Můra siven

## Plán ochrany
Předmětem ochrany v Přírodní rezervaci Křemešník je zachování přírodě blízkých lesních společenstev jedlobukového stupně a přirozeného lesního společenstva – jedlová bučina a suťová javořina. V současné době není možné ponechat rezervaci bez zásahu člověka, protože by došlo k nahrazení současného porostu smrkovou monokulturou. Do budoucna je hlavním úkolem podpora přirozené obnovy původních dřevin.
Na jaře roku 2012 byl proveden stabilizační zásah na stromech dvou alejí, které lemují cestu k baroknímu kostelu Nejsvětější trojice. Tato alej je tvořena převážně lípou (Tilia cordata). Významným prvkem celého ekosystému je jasanová alej (Fraxinus excelsior). Díky zásahu bleskem vznikly v kmenech některých stromů rozsáhlé dutiny, kde sídlí mnoho živočichů – obratlovců i bezobratlých. Jeden ze způsobů ochrany je zde pomocí oplocenek, které mají za úkol chránit zmlazující se listnaté dřeviny. Od roku 1999 v přírodní rezervaci probíhá projekt Klub ochrany dravců a sov při sdružení Děti Země. Bylo zde rozmístěno 70 budek pro drobné pěvce, sovy a netopýry.

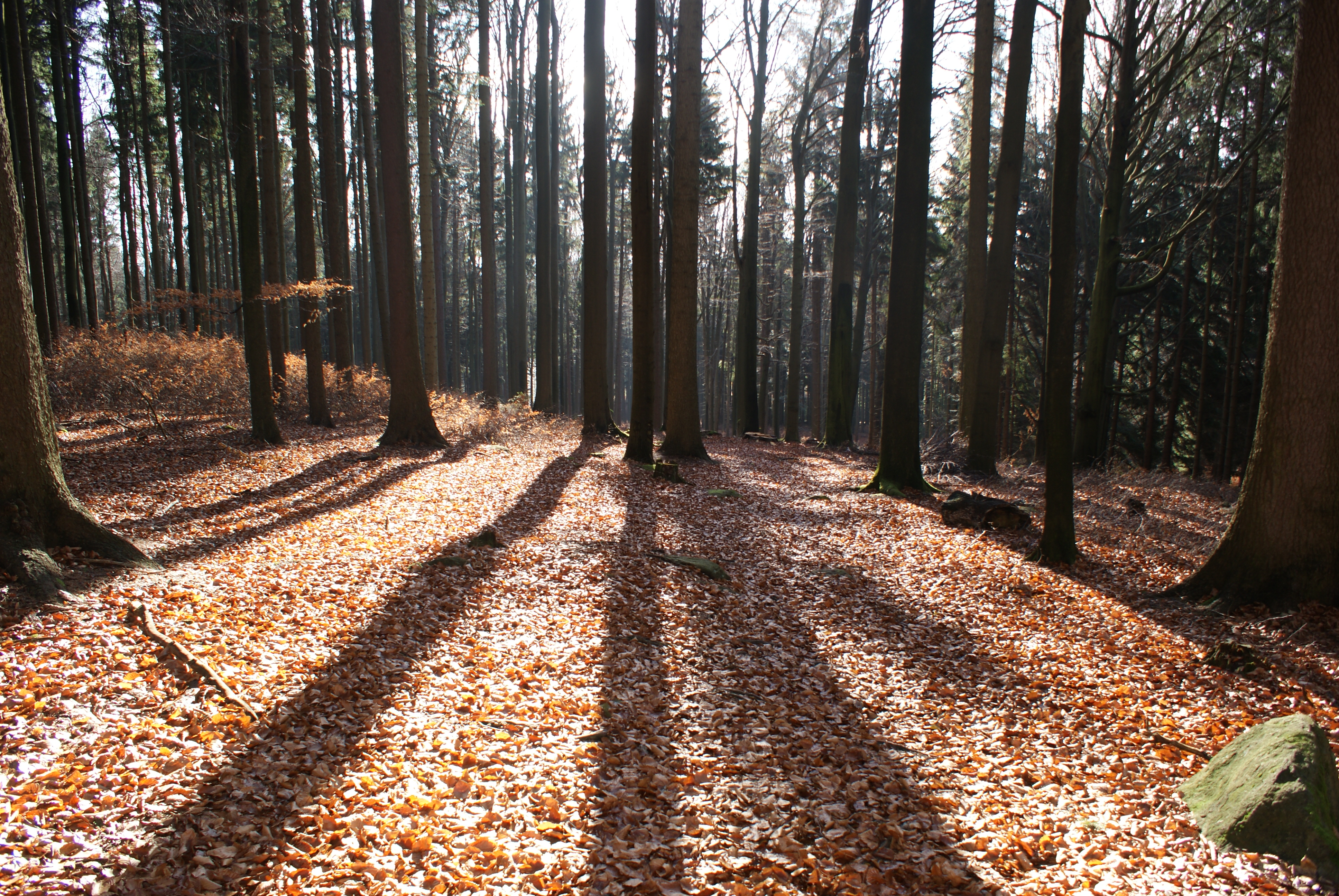
Les v rezervaci Křemešník
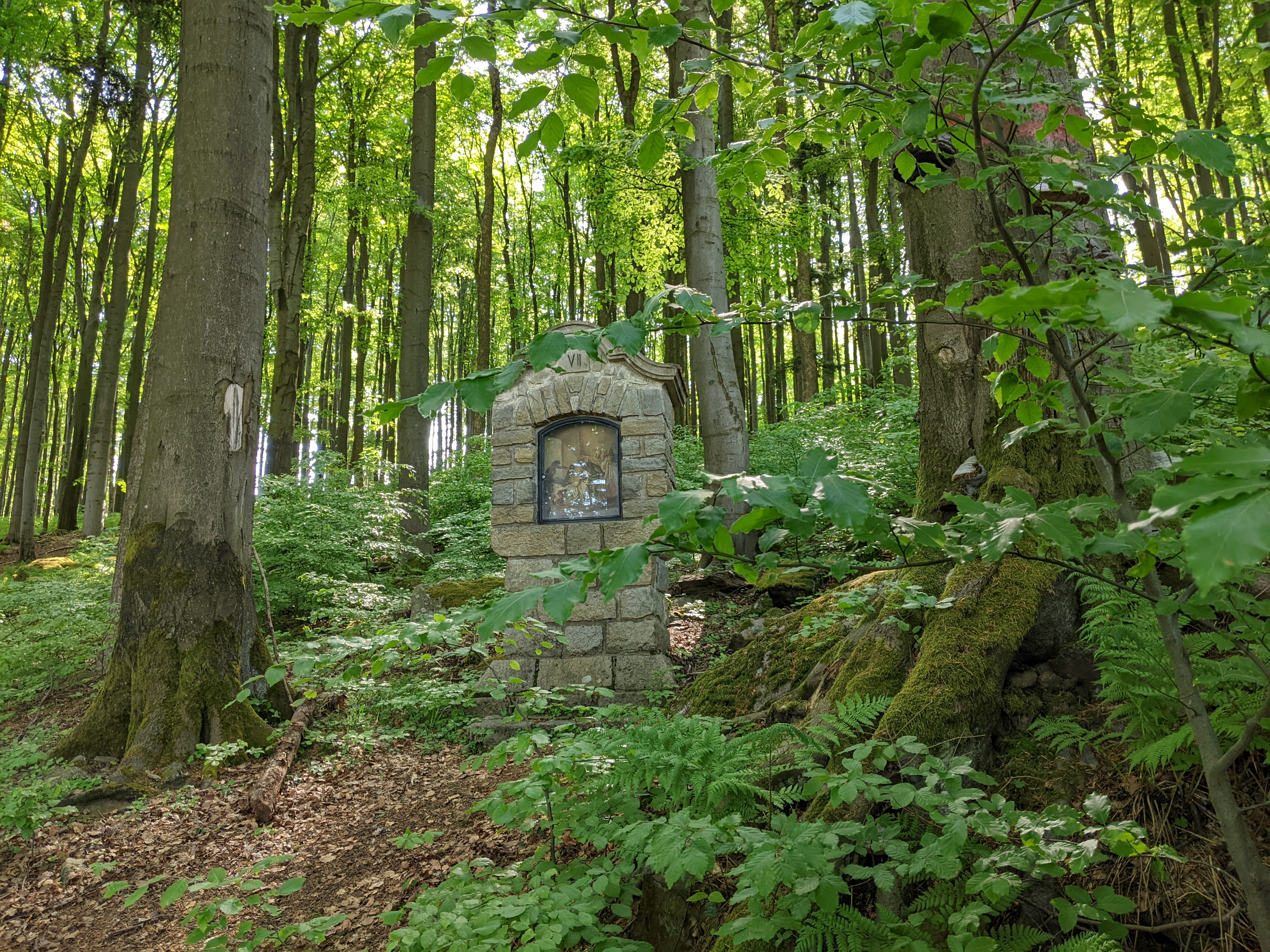
Bučina na Křemešníku v květnu
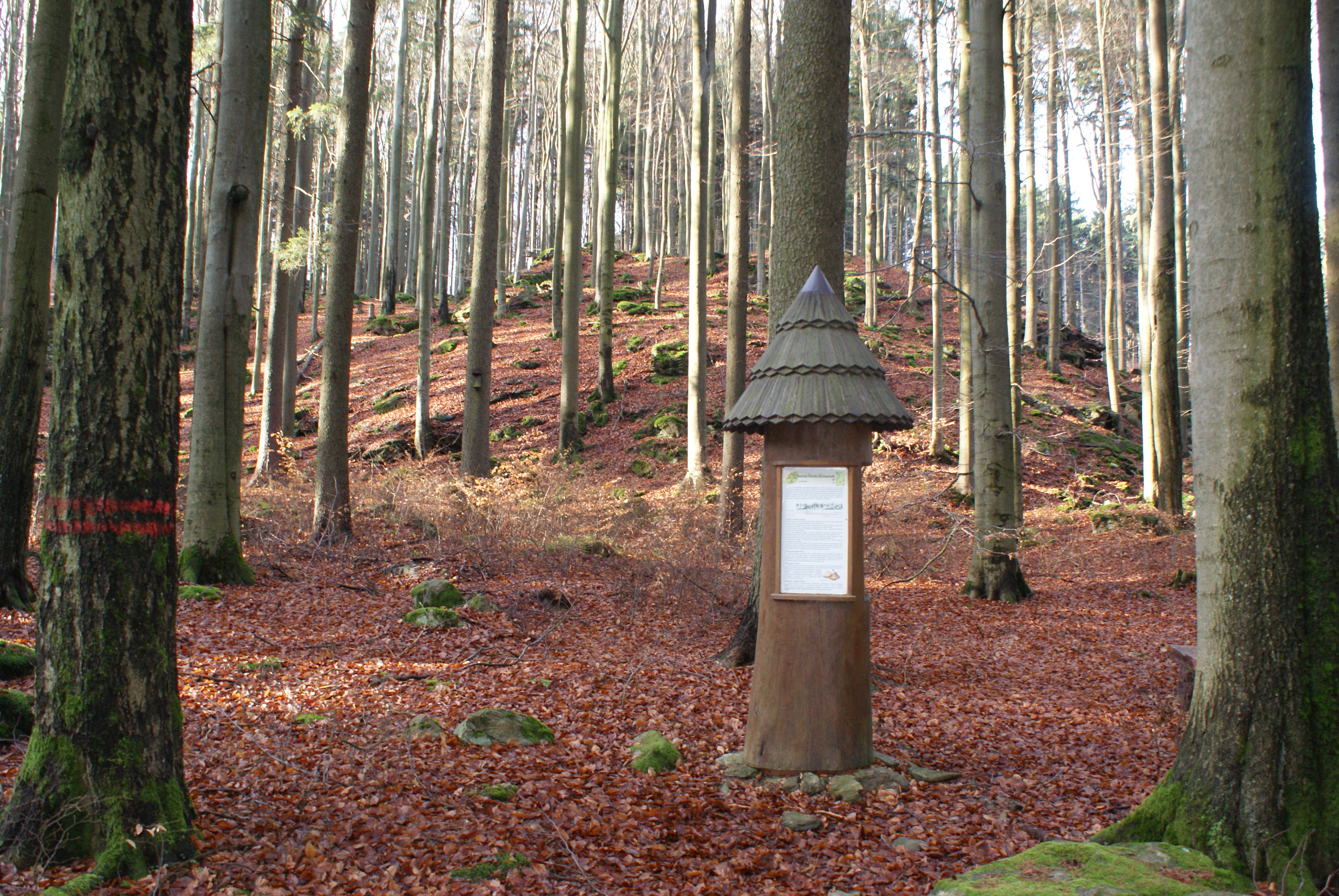
Informační tabule naučné stezky
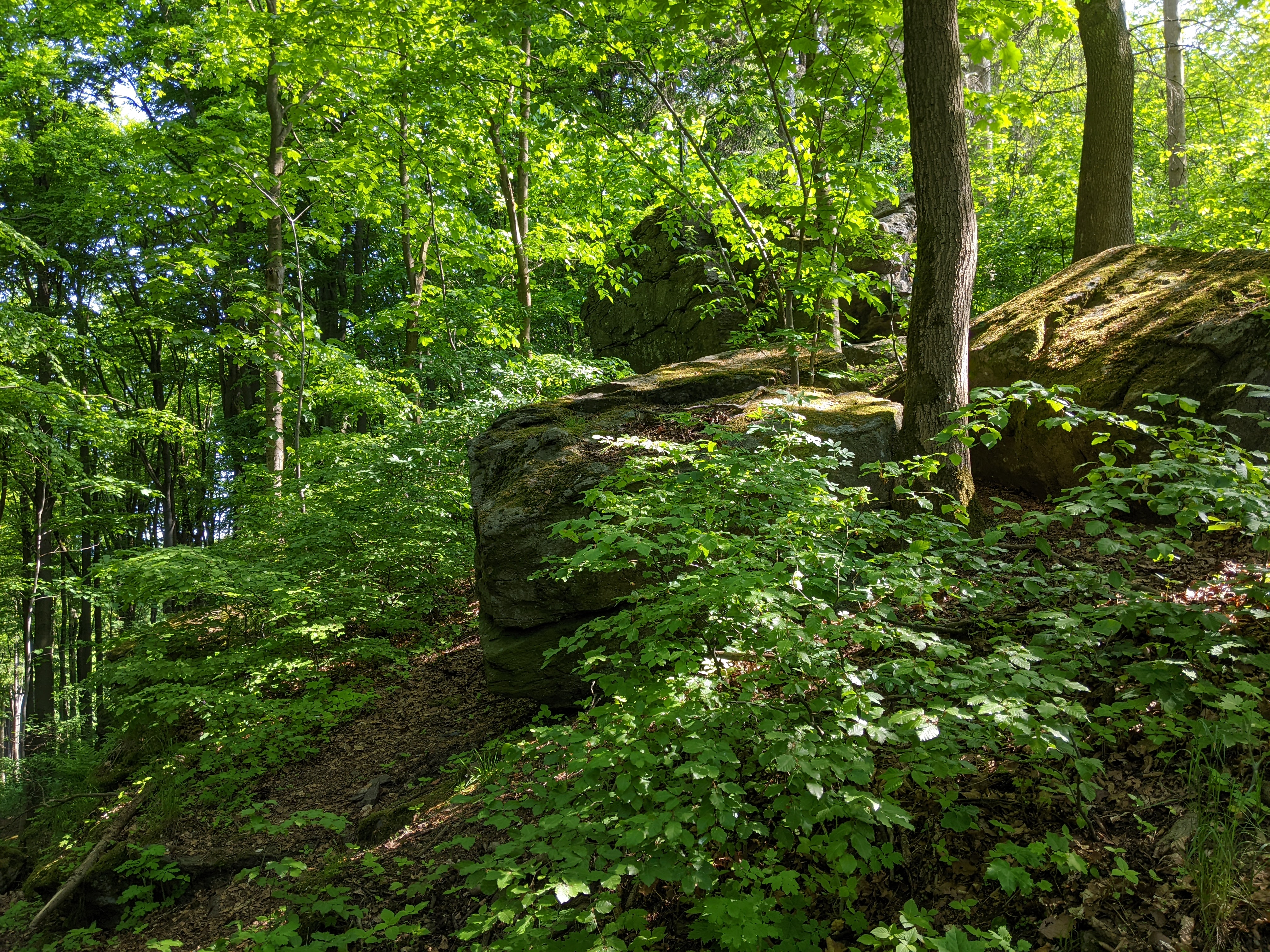
Skaliska v rezervaci

## Turismus
Vrch Křemešník vzdálený asi 9 km od okresního města Pelhřimov je turisticky vyhledávaným místem. Vede na něj dobře přístupná cesta jak pro pěší, tak v letních měsících pro auta. Na vrcholu, mimo území přírodní rezervace, se nachází poutní kostel Nejsvětější trojice z 18. století, ke kterému vede křížová cesta. V roce 1993 byla na vrcholu postavena rozhledna Pípalka, která měří 52 m. Dále se zde nalézá hotel Křemešník, lanové centrum a sjezdovka. Kolem obvodu rezervace vede 3 km dlouhá naučná stezka, která na 8 zastávkách seznamuje návštěvníky s místní faunou, flórou a historií.